# The Strange Case of the End of Civilization as We Know It
Pour plus de détails, voir Fiche technique et Distribution.
The Strange Case of the End of Civilization as We Know It est un téléfilm britannique de Joseph McGrath, sorti en 1977.

## Synopsis
Le descendant de Sherlock Holmes est appelé à la rescousse par le Président des États-Unis, mais tout ne va pas se passer comme prévu...

## Fiche technique
- Titre original : The Strange Case of the End of Civilization as We Know It
- Réalisation : Joseph McGrath
- Scénario : Jack Hobbs , Joseph McGrath, John Cleese
- Direction artistique : George Djurkovic
- Costumes : Hazel Pethig
- Photographie : Ken Higgins
- Son : Tony Dawe
- Montage : Rusty Coppleman
- Musique : Ivor Slaney
- Production : Humphrey Barclay
- Production exécutive : Kenneth Harper
- Société de production : Shearwater Films, London Weekend Television
- Société de distribution : ITV
- Pays d’origine :  Royaume-Uni
- Langue originale : anglais
- Format : couleur — 16 mm — 1,37:1 — son Mono
- Genre : Comédie
- Durée : 56 minutes
- Date de sortie :
  - Royaume-Uni : 18 septembre 1977

## Distribution
- John Cleese : Arthur Sherlock Holmes
- Arthur Lowe : Docteur W. Watson
- Joss Ackland : le Président des États-Unis
- Denholm Elliott : Sir Charles
- Ron Moody : Gropinger
- Connie Booth : Mrs Hudson / Francine Moriarty
- Stratford Johns : chef de la police
- Holly Palance : hôtesse de l'air
- Val Pringle : agent de la CIA
- Bill Mitchell : agent de la CIA
- Chris Malcolm : agent de la CIA